# Черв, Лукаш
Лу́каш Черв (чеш. Lukáš Červ; род. 10 апреля 2001, Прага) — чешский футболист, полузащитник клуба «Виктория» и сборной Чехии.

## Клубная карьера
Черв — воспитанник столичного клуба «Славия». 5 июля 2020 года в матче против либерецкого «Слована» он дебютировал в Первой лиге. Летом 2020 года Черв на правах аренды перешёл в «Высочину». 30 августа в матче против «Градец-Кралове» он дебютировал во Второй лиге Чехии. 2 октября в поединке против «Простеёва» Лукаш забил свой первый гол за «Высочину».
Летом 2021 года Черв был арендован «Пардубице». 8 августа в матче против «Млада-Болеслав» он дебютировал за новую команду. 21 ноября в поединке против «Теплице» Лукаш забил свой первый гол за «Пардубице».
Летом 2022 года Черв перешёл в либерецкий «Слован». 31 июля в матче против пражской «Спарты» он дебютировал за новую команду. В поединке против «Богемианс 1905» Лукаш забил свой первый гол за «Слован». В начале 2024 года Черв перешёл в «Викторию» из Пльзени.

## Международная карьера
В 2023 году Черв в составе молодёжной сборной Чехии принял участие в молодёжном чемпионате Европы в Румынии и Грузии. На турнире он сыграл в матчах против команд Англии и Германии.
7 июня 2024 года в товарищеском матче против сборной Мальты дебютировал за главную сборную страны, выйдя на замену на 79-й минуте..

## Статистика выступлений за сборную
| Матчи за сборную Чехии | Матчи за сборную Чехии | Матчи за сборную Чехии | Матчи за сборную Чехии | Матчи за сборную Чехии | Матчи за сборную Чехии  | Матчи за сборную Чехии |
| ---------------------- | ---------------------- | ---------------------- | ---------------------- | ---------------------- | ----------------------- | ---------------------- |
| №                      | Дата                   | Оппонент               | Счёт                   | Голы                   | Соревнование            |                        |
| 1                      | 7 июня 2024            | Мальта                 | 7:1                    | -                      | Товарищеский матч       |                        |
| 2                      | 10 сентября 2024       | Украина                | 3:2                    | -                      | Лига наций 2024/25      |                        |
| 3                      | 11 октября 2024        | Албания                | 2:0                    | -                      | Лига наций 2024/25      |                        |
| 4                      | 14 октября 2024        | Украина                | 1:1                    | 1                      | Лига наций 2024/25      |                        |
| 5                      | 14 ноября 2024         | Албания                | 0:0                    | -                      | Лига наций 2024/25      |                        |
| 6                      | 19 ноября 2024         | Грузия                 | 2:1                    | -                      | Лига наций 2024/25      |                        |
| 7                      | 22 марта 2025          | Фарерские острова      | 2:1                    | -                      | Отборочный матч ЧМ-2026 |                        |
| 8                      | 25 марта 2025          | Гибралтар              | 4:0                    | -                      | Отборочный матч ЧМ-2026 |                        |
| 9                      | 6 июня 2025            | Черногория             | 2:0                    | -                      | Отборочный матч ЧМ-2026 |                        |